# کارنیجی آنتوان
کارنیجی آنتوان (انگلیسی: Carnejy Antoine؛ زادهٔ ۲۷ ژوئیهٔ ۱۹۹۱) بازیکن فوتبال است.
وی همچنین در تیم ملی فوتبال هائیتی بازی کرده‌است.